# タイプ (分類学)
タイプ（type）という語は、生物の分類学においては以下の意味で用いられる。
1. ある生物の新種記載を行う際に、その生物を定義するための記述（記載文、判別文）の拠り所となった標本や図解のこと。模式標本、基準標本、タイプ標本などとも呼ばれる。原核生物では純粋培養された生菌株がタイプとして認められる。その菌株を基準株 (type strain) という。
2. 科や属といった分類群（→生物の分類）を設ける際に、その群の代表として指定される種または、下位分類群のこと。指定される属や種はタイプ属（Type genus）、タイプ種（Type species）などと呼ばれる。模式属、模式種ともいう。

本稿では上記1を扱う。タイプの詳細な定義は、各生物が帰属すべき分類群の命名規約に従う。おおよそ、生物の種類と命名規約との対応関係は以下のようになっている。
- 動物・原生生物→国際動物命名規約 (ICZN)
- 植物・菌類・藻類→国際藻類・菌類・植物命名規約 (ICN)。国際植物命名規約 (ICBN) より改称
- 真正細菌・古細菌→国際原核生物命名規約 (ICNP)。国際細菌命名規約（ICNB）より改称

各タイプが定義されている命名規約を示すため、必要に応じて ICZN、ICBN、ICNP をそれぞれ【動】【植】【原】として印を付した。また、記事中の文章の直接の根拠となる条文がある場合、もしくはおおよそ対応する文章が命名規約（の邦訳）にある場合は、文末に括弧書きで命名規約の版と条文番号等を付した。
- ICZN4 → 国際動物命名規約 第4版 (1999)
- ICBN13 → 国際植物命名規約 セントルイス規約 (2000)
- ICNB1990 → 国際細菌命名規約 1990年版

## 概説
タイプはあくまで原記載の拠り所となったことが重視されるのであって、必ずしもその生物の特徴をよく表した、典型的なものである必要はない。規約の条件を満たせば、動物の歯1本、植物の葉1枚でもタイプたり得る。
動植物では、タイプはその性質上、単一の標本または図解である (ICBN13 8.1)。これは同時に作成された単一の採集品あるいはその一部であって、混合物であってはならない。(ICBN13 8.2) ちなみに、単一の標本といっても、生物体の部位ごとに分解されるなどしていたらダメという訳ではなく、それらが1つの容器に納められるなどして由来が単一であることがわかればよい (ICBN13 8.2)。もしくは、標本のラベルにその旨が記してあれば、別の入れ物に入っていてもかまわない (ICBN13 8.3)。
原則として、生物の標本がタイプとして指定される (いわゆるタイプ標本) が、生物が安定な標本として保存できない場合に限り、図解であってもかまわない (ICBN13 8.1、37.4)。ただしその場合でも、図解の元となった収集データは残すべきである（ICBN13 勧告8A2）。また菌類や藻類では、代謝的に不活性な状態（乾燥保存や冷凍保存された状態）の生体をタイプとすることも可能である (ICBN13 8.4)。
原核生物では、しかるべき微生物株保存機関に寄託された生菌株をタイプとする (ICNB1990)。

## タイプの種類
原記載中での扱われ方によって、タイプは複数の種類に分類される。何らかの形で原記載に寄与した一連の複数標本を、タイプシリーズと呼ぶことがある。なお、ICZNでは後述する「ホロタイプ」「レクトタイプ」「シンタイプ」「ネオタイプ」の4タイプを学名の定義に直接関与するものとして「担名タイプ (name-bearing type)」と呼んでいる。
- ホロタイプ (holotype)　【動】【植】【原】
【動】【植】では正基準標本、あるいは正模式標本、【原】では正基準。著者が種または種内分類群の学名を記載するにあたり、その原記載の中でただ1つ明示的に指定された標本のこと (ICBN13 9.1)  (ICNB1990)。動物や植物では、もし2つ以上の標本が指定された場合、それらはいずれもパラタイプとなる。学名の拠り所となる絶対的な標本で、ホロタイプが現存する限り、その生物の学名はこれを基準に決定される。ホロタイプが培養株の場合は、その重要性を考慮して、株を分割し複数の機関に寄託することが勧められている (ICBN13 勧告8B1)。

- レクトタイプ (lectotype)　【動】【植】
選定基準標本。原記載でホロタイプが指定されなかった場合、ホロタイプが行方不明の場合、もしくはホロタイプに二種類以上の生物が混じっていた場合に、新たに選び直されたり作り直されたりした標本のこと (ICBN13 9.2)。アイソタイプ、シンタイプ、アイソシンタイプ、パラタイプのいずれかが残っている場合には、これらの中からこの優先順位で選出することになる (ICBN13 9.10)。

- アイソタイプ (isotype)　【植】
副基準標本。ホロタイプの全ての重複標本のそれぞれを指す (ICBN13 9.3)。重複標本とは、ホロタイプと一緒に採集されて同時に作られた標本のこと。ホロタイプと同一の生物個体に由来するかどうかは関係がない (ICBN13 8.3)。また、ホロタイプの一部としてラベルにその旨が記述された標本であっても、ホロタイプの主幹を為すパーツとは別の機関に保管されているとホロタイプとしての地位を失い、アイソタイプ扱いとなる。

- シンタイプ (syntype)　【動】【植】
等価基準標本。原記載時にホロタイプが指定されなかった場合、その論文中で引用された全ての標本はシンタイプとなる (ICBN13 9.4)。また、タイプとして同時に複数の標本が指定された場合、それらはホロタイプではなくシンタイプとなる (ICBN13 9.4)。

- アイソシンタイプ (isosyntype)　【植】
副等価基準標本。シンタイプの重複標本のそれぞれを指す。

- パラタイプ (paratype)　【動】【植】
従基準標本。原記載論文で引用された標本のうち、ホロタイプ、アイソタイプ、シンタイプのいずれにも該当しないもの (ICBN13 9.5)。つまり、原記載に複数の標本が登場したときに、タイプが複数指定されてシンタイプとなった標本の残りがパラタイプである。

- アロタイプ (allotype)　【動】
パラタイプのうち、ホロタイプとは異なる性別である個体の標本。ICZNの勧告中（ICZN4 勧告72A）で使用が認められている。

- ネオタイプ (neotype)　【動】【植】【原】
【動】【植】では新基準標本、【原】では新基準株。ある生物、またはある分類群の原記載が拠り所とした全てのタイプ標本その他の資料が行方不明となったときに、原記載を手がかりとして全く新規に作られた標本のこと (ICBN13 9.6)。ネオタイプの指定は他のタイプ標本の消滅が条件であり、レクトタイプになる可能性があるタイプが残っている場合は新たにレクトタイプを選び出す作業が優先され、この時ネオタイプを設けてはならない (ICBN13 9.10)。なお、誤って元のタイプと違う生物をネオタイプとして指定してしまった場合には、これを訂正してよい (ICBN13 9.16)。

- パラレクトタイプ (paralectotype)　【動】
かつてシンタイプであった標本だが、その中の別の1つがレクトタイプとして指定されたためにシンタイプの地位を失ったもの (ICZN4 glossary)。

- エピタイプ (epitype)　【植】
ホロタイプやレクトタイプ、ネオタイプなどの担名タイプだけではどうにも生物の同定が進められないとき、その分類的作業を補う目的で新たに作られた標本のこと (ICBN13 9.7)。エピタイプを指定するときは、その作成理由となったダメなタイプ標本を明言しなければならない (ICBN13 9.7)。ネオタイプとは違い、他の標本の消滅を条件とせずに作成することが可能であるが、あるタイプに対して同時に2つ以上のエピタイプを設けることはできない (ICBN13 9.18)。

- クロノタイプ (clonotype)　【植】
タイプ標本を作成する際にその個体の種子などを保存しておき、それを元に育てた植物体の標本、または植物体自体をこう呼ぶ。 クロノタイプは命名規約で正式に扱われる語ではないが、しばしば植物学の文献に登場する。

- ハパントタイプ (hapantotype)　【動】
生物の生活環の中での各ステージを揃え、単一の標本としたもの (ICZN4 73.3)。原生生物でのみ有効なタイプで、普通の生物のホロタイプに相当する (ICZN4 73.3)。原生生物という性質上、1枚のプレパラートに収められる場合が多い。ハパントタイプは必然的に複数個体から成るが、その各々全ての個体がホロタイプと同列の扱いを受けるため、その中からレクトタイプを選んだりはしない (ICZN4 73.3.1)。また、ハパントタイプにコンタミネーションがあった場合は、これを除去することも可能である (ICZN4 73.3.1)。

- コタイプ (cotype)　【動】
かつてシンタイプやパラタイプの意味で用いられていたが、現在では使われていない (ICZN4 glossary)。

- ジェノタイプ (genotype)　【動】
「geno-」は「genus」であり、かつては「タイプ種」の意味で用いられていたが、「遺伝子型」(geno- ＝ gene) としての用法が定着すると共にICZNでは用いられなくなった (ICZN4 glossary)。

- 参考株 (reference strain)　【原】
正基準や新基準株ではないが、分類学や血清学などの比較研究や、化学物質の定量に用いられる菌株 (ICNB1990)。

なお、これらのタイプのほかにも分類学の歴史の中で命名規約には規定されていない様々な「タイプ」が定義され、用いられてきた分野もある。特に動物分類学では 100 を超える多くの非正規のタイプが使われている。

## タイプの役割
新種を発表する場合、上記のようにタイプを指定し、それらに基づいてその種の特徴を説明し、他種との違いを述べた論文、すなわち原記載を発表する。生物を同定する場合、本来的にはこのタイプ、厳密にはホロタイプとなっている個体と同種であるとみなすことでその決定が行われるのであるから、検討対象の標本とタイプを直接比較することによってその判断が決定されることがもっとも望ましいあり方である。
しかしながら、動物や植物では基本的にホロタイプは世界に1つしか存在しない。種の同定を行おうとする世界中の人々すべてがその都度タイプと手持ちの標本を比較して同定するのは非現実的である。そこで、現実の同定作業の大半は、原記載論文の記載文や記載図との比較、もしくは原記載をもとにした総説論文（モノグラフ）やそれを要約した種々の同定用資料（図鑑もその一つ）をもとに行われる。一方原核生物の場合には、ホロタイプを純粋培養して得た細胞をホロタイプと同等のものとみなすことができるので、微生物株保存機関からその株の分譲を受けて、直接比較に用いることができる。
もちろん、原記載の記載文や記載図の説明は生物の形質を余さず記録したものではなく、原記載者の取捨選択、あるいは見落としによって落ちている情報が存在する。研究の進展によってそうした欠落情報に重要な意義が見出されることがある。たとえば単一種と考えられていた生物が複数種を含むことが明らかになる、酷似した近縁種が新たに発見され形質の差を明確にしなければならないというような場合である。また、分類学者が既知の種の分類体系を再検討し、系統関係を解き明かしていくときも、単に原記載の記載文や図を用いるだけでは情報は不正確であるし、不足している。
こうしたとき、分類学者はタイプに直接当たることで原記載では不足していた情報を獲得し、問題解決に当たる。その際、外面から得られる形質情報を用いることはもちろんであるが、場合によってはタイプを解剖して内部形質を検証する、あるいは核酸を抽出して DNA の塩基配列を解読するという、より掘り下げた手段がとられることも少なくない。たとえば昆虫では乾燥標本となったタイプを軟化して交尾器を摘出することによってキチン化した外部形質を検証、同時に交尾器内部の肉質部をタンパク質分解酵素で溶出して DNA を抽出、という多段階の手段が用いられ、原記載でもれていた重要な情報が得られることがある。このようにして補完された詳細な情報を論文にまとめ、発表する事を再記載という。

## タイプの寄託・保管
動植物ではタイプ、特にホロタイプは公開可能な状態でハーバリウム (herbarium) や博物館に保存され、細心の注意の元に保管されるべきである旨が勧告されている（ICBN13 勧告7A1）。そのため、新種記載を行った研究者はそのタイプをこれらの機関に寄託するのが普通である。特に博物館にとっては、このような標本の管理は重要な役割の一つである。西洋では古くから、博物館や植物園が主導的に世界中の生物標本を集め、保管する役割を果たし、生物の分類学の進歩に大きく寄与した。しかし、日本ではそのような伝統が育っていないため、標本が個人管理の下で、場合によっては博物館所蔵の下にあっても粗雑な扱いを受ける例が少なくない。
また、先述のように特にヨーロッパ、次いで北米諸国がその博物学的な伝統の下に、世界の多くの国々の生物のタイプを保存してきた。このことは、翻って考えると、欧米以外の国において自国や近隣地域の生物相の研究を独自に進めるようになった場合、参考にすべき標本が遠隔地にあることを意味する。日本においても、江戸時代後期から多くの生物標本がオランダを通じてヨーロッパに運ばれ、また明治時代になっても来日した欧米の博物学者によって日本で採集された標本に基づいて種々の日本産生物が記載された。そのために、日本産の種でもヨーロッパやアメリカに出かけなくてはタイプ標本を確認することができず、しかもそのようなものは普通種であるために分布が広くて変異が多かったり、より希少な種を区別する際の急所になったりする場合が多く、それなしでは新たな分類学的研究が進められない分類群が大半を占め、日本における分類学研究の大きな足かせとなっている。
原核生物では、ホロタイプをしかるべき微生物株保存機関に寄託することが義務づけられている (ICNB1990)。世界各国の保存機関は互いに協力してホロタイプを複数の機関に保存しており、研究・教育機関がどこの国にあってもホロタイプのクローンの分譲を受けることができる。